# Глазков Юрій Миколайович
Юрій Миколайович Глазков (нар. 2 жовтня 1939, Москва — 9 грудня 2008, Москва) — радянський космонавт, Герой Радянського Союзу.

## Біографія
Народився 2 жовтня 1939 в Москві. З 1946 року навчався в школі № 623 Пролетарського району, яку закінчив у 1953 році. Після школи вступив до Ставропольське суворовське військове училище. З 1957 року навчався в Харківському вищому авіаційному інженерному військовому училищі, яке закінчив у 1962 році. Після училища кілька років служив в авіаційних частинах.
У 1965 році був зарахований до загону космонавтів (група ВПС № 3), де пройшов повний курс загальнокосмічної підготовки і курс підготовки до польотів на кораблях типу «Союз (космічний корабель)» та орбітальних станціях «Салют». При проходженні навчання освоїв професію льотчика.
У 1974 році захистив кандидатську дисертацію.
Проходив підготовку до польотів на військовій орбітальної станції «Алмаз». З липня по жовтень 1976 року проходив підготовку як бортінженер дублюючого екіпажу для польоту на ОПС-103 («Алмаз»). У жовтні цього ж року входив до складу дублюючого екіпажу «Союзу-23». Космічний політ зробив з 7 по 25 лютого 1977 року на космічному кораблі «Союз-24» і борту орбітальної станції «Салют-5» як бортінженер. В екіпаж також входив Віктор Васильович Горбатко. Загальна тривалість польоту склала 17 днів 17 годин 25 хвилин і 58 секунд. З травня 1978 по січень 1982 — заступник командира загону космонавтів з політичної частини, старший інструктор-космонавт. 26 січня 1982 відрахований із загону космонавтів у зв'язку з призначенням начальником 1-го відділу і провідним інженером-випробувачем 1-го управління Центру підготовки космонавтів ім. Ю. А. Гагаріна. Потім служив заступником начальника 2-го управління ЦПК з науково-дослідної та випробувальної роботі, а в Наприкінці вересня 1987 призначений начальником 2-го (тренажно) управління ЦПК. З березня 1989 — заступник начальника ЦПК з наукової роботи. 19 лютого 1990 полковнику-інженеру Ю. М. Глазкову присвоєно військове звання «генерал-майор авіації». У жовтні 1991 Ю. Н. Глазков захистив докторську дисертацію з присвоєнням наукового ступеня «доктор технічних наук». У квітні 1992 генерал-майор авіації Ю. Н. Глазков призначений 1-м заступником начальника ЦПК, начальником космічної та льотної підготовки. Він був членом міжнародних комісій з проектами «Мир — Шаттл», «Мир — NASA», «Міжнародна космічна станція» (МКС), з безпеки польотів і ряду міжвідомчих комісій Російської Федерації. Працював з експертизи Федеральних космічних програм Росії. З 2 березня 2000 генерал-майор авіації Ю. Н. Глазков — в запасі. З травня 2000 працював головним науковим співробітником Російського державного науково-дослідного інституту ЦПК. Був професором кафедри «Педагогіка і психологія вищої школи» і професором кафедри «Аналітична механіка» Державного московського авіаційно-технологічного інституту ім. К. Е. Ціолковського.
Автор книг «На орбіті поза кораблем» (у співавторстві з Євгеном Хрунова і Леоном Хачатурьянцем), «Чорна безмовність» (збірка фантастичних оповідань). Жив у Зоряному містечку Щелковського району Московської області. Помер 9 грудня 2008 року. Похований на кладовищі села Леоніха Щелковського району Московської області.

## Звання та нагороди
- Герой Радянського Союзу (5 березня 1977)
- Орден «За заслуги перед Вітчизною» III ступеня (2 березня 2000) — за великі заслуги перед державою у розвитку вітчизняної пілотованої космонавтики
- Орден "За заслуги перед Вітчизною"IV ступеня (9 квітня 1996)
- Орден Леніна (5 березня 1977)
- Орден Червоної Зірки (21 лютого 1985)
- Медаль «За відзнаку в охороні державного кордону СРСР» (1977)
- Медаль «За освоєння цілинних земель» (1977)
- Медаль "За зміцнення бойової співдружності " (18 лютого 1991)
- Орден «Достик» (Казахстан, 11 грудня 1998 року).
- Медаль «100-річчя падіння Османської ярма» (НРБ) (22 жовтня 1978)
- Медаль «За зміцнення братства по зброї» (НРБ)
- Медаль «30-я річниця РВС Республіки Куба»(24 листопада 1986)
- Медалі МНР і НДР, 10 ювілейних медалей
- Лауреат Державної премії СРСР (28 жовтня 1987)
- Лауреат Державної премії Російської Федерації (1999)
- Золота медаль імені К. Е. Ціолковського АН СРСР
- Почесний диплом імені В. М. Комарова (FAI)
- Почесний громадянин міст Гагарін, Калуга, Терек (Росія), Костанай, Жезказган (Казахстан), Познань (Польща)

## Публікації
- Колесников Ю. В., Глазков Ю. Н. На орбите — космический корабль. — М.: Педагогика, 1980. — 128 с.
- Глазков Ю. Н., Колесников Ю. В. В открытом космосе. — М.: Педагогика, 1990. — 128 с. ISBN 5-7155-0200-4.